# HMS Venerable (R63)
HMS Venerable (R63) là một tàu sân bay thuộc lớp Colossus của Hải quân Hoàng gia Anh. Được hoàn thành và đưa ra hoạt động khi Chiến tranh Thế giới thứ hai sắp kết thúc, HMS Venerable chỉ hoạt động trong những tháng sau cùng của cuộc chiến này. Năm 1948 nó được bán cho Hà Lan dưới tên gọi HNLMS Karel Doorman (R81); và từ năm 1969, nó lại được bán cho Argentina và đặt lại tên là ARA Veinticinco de Mayo. Nó được cho ngưng hoạt động vào năm 1997, và bị tháo dỡ vào năm 2000.

## Thiết kế và chế tạo
HMS Venerable được đặt lườn vào ngày 3 tháng 12 năm 1942 bởi hãng đóng tàu Cammell Laird tại Birkenhead, được hạ thủy chỉ hơn một năm sau đó, và được đưa ra hoạt động cùng Hải quân Hoàng gia vào ngày 17 tháng 1 năm 1945..

## Lịch sử hoạt động

### Hải quân Hoàng gia Anh
Giống như những chiếc khác trong lớp Colossus được hoàn thành trước khi kết thúc chiến tranh, HMS Venerable được gửi ngay đến Viễn Đông để gia nhập Hải đội Tàu sân bay 11 (bao gồm những chiếc Colossus, Glory và Vengeance) thuộc Hạm đội Thái Bình Dương. Mỗi chiếc mang theo khoảng 40 máy bay tiêm kích F4U Corsair và máy bay ném bom-ngư lôi Fairey Barracuda.
Sau khi chiến tranh kết thúc, HMS Venerable đã đưa hồi hương những tù binh chiến tranh về Canada và Australia trước khi quay trở về Anh.

### Hải quân Hoàng gia Hà Lan
Năm 1948 nó được bán cho Hà Lan và đặt lại tên là HNLMS Karel Doorman (R81), và từng tham gia cuộc xung đột quân sự năm 1962 tại Tây New Guinea (ngày nay là Papua và Papua Barat, thuộc Indonesia).

### Hải quân Argentina
Năm 1969, sau một tai nạn cháy trong phòng nồi hơi, Karel Doorman được bán cho Argentina và đặt lại tên là ARA Veinticinco de Mayo. Nó từng tham gia cuộc Chiến tranh Falklands.